# Sericophara
Sericophara is een geslacht van vlinders van de familie venstervlekjes (Thyrididae).

## Soorten
- S. brunnea (Leech, 1898)
- S. guttata Christoph, 1881
- S. hypoxantha (Hampson, 1893)
- S. kwantungensis (Gaede, 1932)
- S. tristis (Hampson, 1893)